# Erythrobarbula binnsii
Erythrobarbula binnsii là một loài rêu trong họ Pottiaceae. Loài này được (R. Br. bis) Sainsbury mô tả khoa học đầu tiên năm 1952.